# Hydnophytum angustifolium
Hydnophytum angustifolium är en måreväxtart som beskrevs av Elmer Drew Merrill. Hydnophytum angustifolium ingår i släktet Hydnophytum och familjen måreväxter.
Artens utbredningsområde är Filippinerna. Inga underarter finns listade i Catalogue of Life.